# Coix
|  | Per a altres significats, vegeu «Coix (desambiguació)». |

Coix (oficialment i en castellà Cox) és un municipi del País Valencià situat a la comarca del Baix Segura que té 7.297 habitants (INE 2019).

## Geografia
La localitat es troba envoltada d'una horta al peu de la Serra de Callosa i situada a 16 metres sobre el nivell del mar. Coix està situada en l'anomenada "Ruta de la Pedra", que comparteix amb les poblacions veïnes de Callosa de Segura i Oriola. Aquesta localitat també pertany a la ruta Camí del Cid i a la Senda del poeta.
El terme municipal, de 16,6 km², situat entre zones d'horta, camp i muntanya, per estar situat al peu de la serra de Callosa, compta amb La Plana (600 m) i el Sant Bernat com a cims més representatius. Així mateix, posseeix una rica i variada representació dels animals i les plantes, moltes d'elles autòctones; l'oferta ludicoesportiva es completaria amb la possibilitat de practicar l'espeleologia en la Cova del Gat.

### Clima
El seu clima mediterrani està caracteritzat per hiverns suaus i estius calorosos amb elevada humitat per la proximitat del mar i l'influx propi de l'horta. La temperatura mitjana anual sol rondar els 19 graus, amb precipitacions escasses però a vegades poden arribar a ser torrencials (gota freda), els cels solen ser poc coberts i els vents fluixos.

## Història

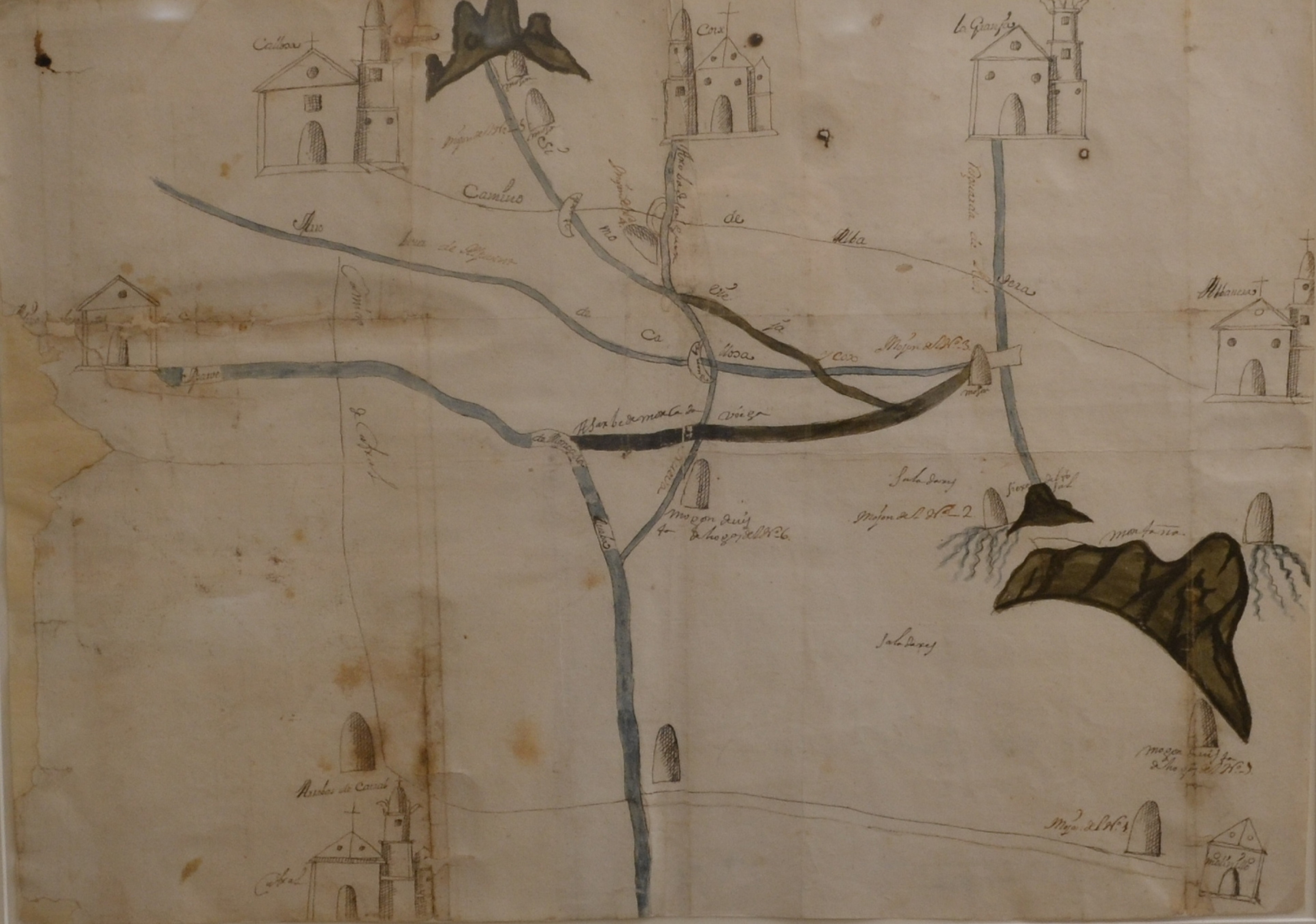
Mapa de 1729 dels termes municipals de Callosa de Segura, Coix, Albatera i la Granja de Rocamora

El seu origen és possiblement d'origen visigot, com ho avalen els vestigis i restes arqueològiques trobats en la falda del seu forest. Al voltant del castell s'han trobat restes de l'Edat del Bronze, iberes i romanes i al paratge conegut com La Hoya també hi ha evidències d'haver estat habitat pels visigots.
La denominació de Coix amb la qual se li coneix en l'actualitat, és fruit de successives variacions i adaptacions del vocable llatí "COXU" o "COXUM", que d'acord amb l'opinió del filòleg francès Du Cange venia a significar lloc tancat o tancat, tal vegada per les muntanyes que ho tanquen pel costat sud i llevant.
L'antiga alqueria àrab de Coix va ser conquistada en data primerenca per Alfons X de Castella, qui la cedit en 1226 a Aben Hudiel Damoch, quedant sota la jurisdicció d'Oriola i incorporada al senyoriu àrab dels rais de Crevillent. En 1244, pel tractat d'Almizra, quedà integrada en el Regne de Múrcia, en 1266 davant la insurrecció mudèjar d'aqueix regne el rei en Jaume va intervenir i va annexionar-lo al terme d'Oriola. En 1296 Jaume II l'ocupa i confirma a Ahmed, senyor de Crevillent la possessió de Coix, cosa que succeeix dues vegades més en 1298 i 1307. En 1304 per la sentència de Torrellas resta definitivament adscrit al Regne de València i passa a anomenar-se Coix; en 1320, darrere la desaparició del senyoriu de Crevillent, Jaume II donà el municipi a Arardo de Mur, el fill del qual, amb l'autorització de Pere IV, la va vendre en 1339 a la família Vidal, passant en el segle xv als Dávalos.
L'expulsió dels moriscs en 1609 i la gran pesta de l'any 1648, que va deixar al Baix Segura gairebé buida d'efectius humans, cobrint-se aquest buit amb grans immigracions de colons de l'altiplà castellà, que va contribuir definitivament a la pèrdua de la llengua vernacla, i amb la implantació del castellà va començar a ser anomenada "Cox", nom emparat més tard amb els Decrets de Nova Planta emesos pel primer Borbó, Felip V.
Es va segregar del terme d'Oriola en 1522, encara que va pertànyer a la seva governació fins a 1707. En 1822 es va integrar en la província de Múrcia, passant novament al País Valencià en 1833.

## Etimologia
Es desconeix l'origen del vocable Coix, perquè no existeix informació paleogràfica que ho acredite. Per tenir solament dues consonants es descarta el seu origen àrab. En el Repartiment d'Oriola apareix com Benimancox, que es pot traduir com a família Amán, de Coix, és a dir, el lloc on residia aquesta família musulmana en el moment de la conquesta cristiana. Encara que en castellà avui en dia s'accepta la ics per so actual, la seua pronunciació correcta és coj, pel so natural de la ics com a antiga jota castellana, i el seu gentilici cojense.

## Economia
Una de les primeres activitats econòmiques del poble és la venda ambulant en els mercats de les poblacions properes. Els problemes de sequera endèmics a la zona han obligat a l'abandonament de l'agricultura en favor de la comercialització de fruites i hortalisses, ben palesa en el nombre de magatzems que s'hi han establert. Entre la indústria, destaca la tèxtil i calcer.

## Política i govern

### Composició de la Corporació Municipal
El Ple de l'Ajuntament està format per 13 regidors. En les eleccions municipals de 26 de maig de 2019 foren elegits 7 regidors del Partit Popular (PP), 4 del Partit Socialista del País Valencià (PSPV-PSOE) i 2 de Ciutadans - Partit de la Ciutadania (Cs).
| Eleccions municipals de 26 de maig de 2019 - Coix                                                                             |                                          |                                     |                                     |        |          |          |
| Candidatura | Candidatura                              | Candidatura                         | Cap de llista                       | Vots   | Vots     | Regidors |
| | Partit Popular                           |                                     | Antonio José Bernabeu Santo         | 1.873  | 48,89%   | 7 (+1)   |
| | Partit Socialista del País Valencià-PSOE |                                     | Francisco Cámara Hurtado            | 1.093  | 28,53%   | 4 (+1)   |
| | Ciutadans - Partit de la Ciutadania      |                                     | Miguel Ángel Gambín Puig            | 577    | 15,06%   | 2 ()     |
| | Altres candidatures                      |                                     |                                     | 266    | 6,95%    | 0 ( -2)  |
| | Vots en blanc                            |                                     |                                     | 22     | 0,57%    |          |
| Total vots vàlids i regidors                                                                                                  | Total vots vàlids i regidors             | Total vots vàlids i regidors        | Total vots vàlids i regidors        | 3.831  | 100 %    | 13       |
| | Vots nuls                                | Vots nuls                           | Vots nuls                           | 43     | 1,11%    |          |
| Participació (vots vàlids més nuls)                                                                                           | Participació (vots vàlids més nuls)      | Participació (vots vàlids més nuls) | Participació (vots vàlids més nuls) | 3.874  | 77,59%** |          |
| Abstenció | Abstenció                                | Abstenció                           | Abstenció                           | 1.119* | 22,41%** |          |
| Total cens electoral | Total cens electoral                     | Total cens electoral                | Total cens electoral                | 4.993* | 100 %**  |          |
| Alcalde: Antonio José Bernabeu Santo (PP) (15/06/2019) Per majoria absoluta dels vots dels regidors (7 vots de PP)            |                                          |                                     |                                     |        |          |          |
| Fonts: JEC, JEZ Oriola, M. Interior, Periòdic Ara. (* No són vots sinó electors. ** Percentatge respecte del cens electoral.) |                                          |                                     |                                     |        |          |          |

### Alcaldes
Des de 2019 l'alcalde de Coix és Antonio José Bernabeu Santo del PP.
| Període                       | Alcalde o alcaldessa                              | Partit polític | Data de possessió     | Observacions       |
| ----------------------------- | ------------------------------------------------- | -------------- | --------------------- | ------------------ |
| 1979–1983                     | José Gambín Pineda José Lozano Ávila              | UCD            | 19/04/1979 26/09/1979 | ?? --              |
| 1983–1987                     | Antonio Rives Faura                               | PSPV-PSOE      | 28/05/1983            | --                 |
| 1987–1991                     | José Pic Zambrano                                 | PSPV-PSOE      | 30/06/1987            | --                 |
| 1991–1995                     | José Pertusa Bernabeu                             | PP             | 15/06/1991            | --                 |
| 1995–1999                     | José Pertusa Bernabeu                             | PP             | 17/06/1995            | --                 |
| 1999–2003                     | José Pertusa Bernabeu                             | PP             | 03/07/1999            | --                 |
| 2003–2007                     | Carmelo Rives Fulleda                             | PP             | 14/06/2003            | --                 |
| 2007–2011                     | Carmelo Rives Fulleda                             | PP             | 16/06/2007            | --                 |
| 2011–2015                     | Carmelo Rives Fulleda                             | PP             | 11/06/2011            | --                 |
| 2015–2019                     | Miguel Ángel Gambín Puig Francisco Cámara Hurtado | C's PSPV-PSOE  | 13/06/2015 17/06/2017 | Pacte de govern -- |
| 2019-2023                     | Antonio José Bernabeu Santo                       | PP             | 15/06/2019            | --                 |
| Des de 2023                   | n/d                                               | n/d            | 17/06/2023            | --                 |
| Fonts: Generalitat Valenciana |                                                   |                |                       |                    |

## Gastronomia
La cuina, la típica de la comarca però amb personalitat pròpia: arròs amb serranes, arròs amb crosta, arroz del burro i putxero amb pilotes en són una mostra. Tenen renom el forn i la rebosteria locals: toñas de manteca, escaldadas i almojabenas, d'origen àrab.

## Monuments

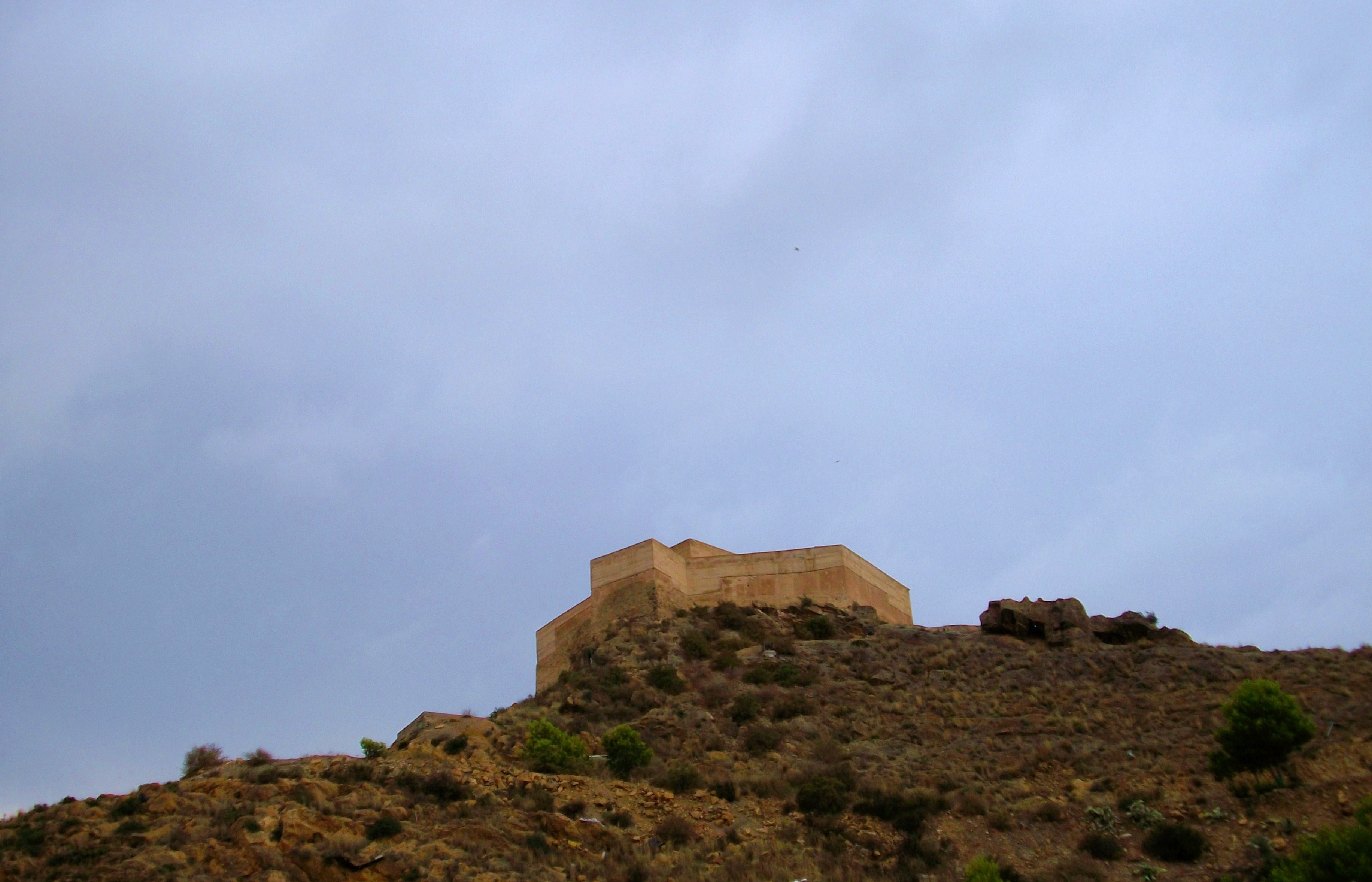
Castell de Coix.

- Castell de Coix, o de Santa Bàrbara. És el més antic del País Valencià. Successives reformes i la destrucció parcial en la guerra de 1936-1939 obligaren a una recent restauració que no inclogué la reconstrucció de les merles i que el donen la seua actual fesomia.
- Església de Sant Joan Baptista. Edifici d'estil barroc neoclàssic edificat entre 1744-1788 sobre la primitiva església que al seu torn havia estat edificada sobre la mesquita.
- Santuari de Nostra Senyora del Carme. Edificada en 1621 pels Carmelites sobre l'antiga ermita medieval de Nostra senyora de les Virtuts. Alberga tota la imagineria de la setmana santa.
- El Molí. Situat en el lloc conegut com El Barrio que hauria estat el lloc, a banda del poblament musulmà, on s'assentaren els primers pobladors cristians.
- Jardí-Glorieta. Ocupa el jardí del que fou convent de Carmelites i conté dos pins centenaris i gran quantitat de palmeres i d'altres espècies.

## Festes
- Sant Isidre (15 de maig), es realitza un romiatge a l'ermita del sant.
- Mare de Déu del Carme (16 de juliol), festes del 13 al 18, amb desfilades de Moros i Cristians.